# Nikolsdorf
Nikolsdorf è un comune austriaco di 879 abitanti nel distretto di Lienz, in Tirolo.

## Monumenti e luoghi d'interesse
- Castello di Lengberg